# Хикакские языки
Хикакские языки (толь, тольские) — семья индейских языков Мезоамерики, распространённых в Гондурасе.
Известно два хикакских языка:
- западно-хикакский язык (эль-пальмарский, или западный, хикаке) — вымерший, был распространён в районе Эль-Пальмар (департамент Кортес);
- тольский язык (толь, восточно-хикакский, восточный хикаке, толупан, торупан) — язык народности толупан (около 300 человек), проживающей в Ла-Монтанья-дель-Флор в Гондурасе. В XVI веке язык был распространён на более значительной территории и занимал весь запад гондурасской провинции Йоро.

Западный и восточный хикаке были достаточно близки друг другу, так что ряд лингвистов рассматривают их как диалекты одного языка.
Гринберг и Сводеш ранее относили эти языки к хоканским языкам. Л. Кэмпбелл и Олтрогге (Campbell and Oltrogge, 1980) выдвинули предположение, что хикакские языки близки к текистлатекской семье и вместе образуют толатекскую макросемью (Tolatecan), однако эта гипотеза пока не доказана.
Гренберри и Весселиус предполагают, что некоторое сходство с хикакскими языками имел язык сигуайо из Доминиканской республики, от которого осталось менее десятка слов.